# بيتربرة
بيتربرة مدينة تقع في شرق إنجلترا، تتبع مقاطعة كامبريدجشير تقليديا، وتدار كوحدة مستقلة. تقع بين كامبريدج إلى الجنوب الشرقي، ولستر إلى الغرب. تقع على نهر النين.

## المواصلات
يربطها الطريق الرئيسي 1 بالجنوب والشمال.

## الموقع
تحد نورثامبتونشير وروتلاند غربا، ولنكنشير شمالا، وكامبريدجشير إلى الجنوب والشرق.